# NGC 801
NGC 801 је спирална галаксија у сазвежђу Андромеда која се налази на NGC листи објеката дубоког неба.
Деклинација објекта је + 38° 15' 34" а ректасцензија 2h 3m 44,9s. Привидна величина (магнитуда) објекта NGC 801 износи 13,2 а фотографска магнитуда 13,9. Налази се на удаљености од 58,800 милиона парсека од Сунца. NGC 801 је још познат и под ознакама UGC 1550, MCG 6-5-79, CGCG 522-106, IRAS 02007+3801, PGC 7847.